# Petrella Liri
Petrella Liri is een plaats (frazione) in de Italiaanse gemeente Cappadocia.